# Oscar (maskotka okrętowa)

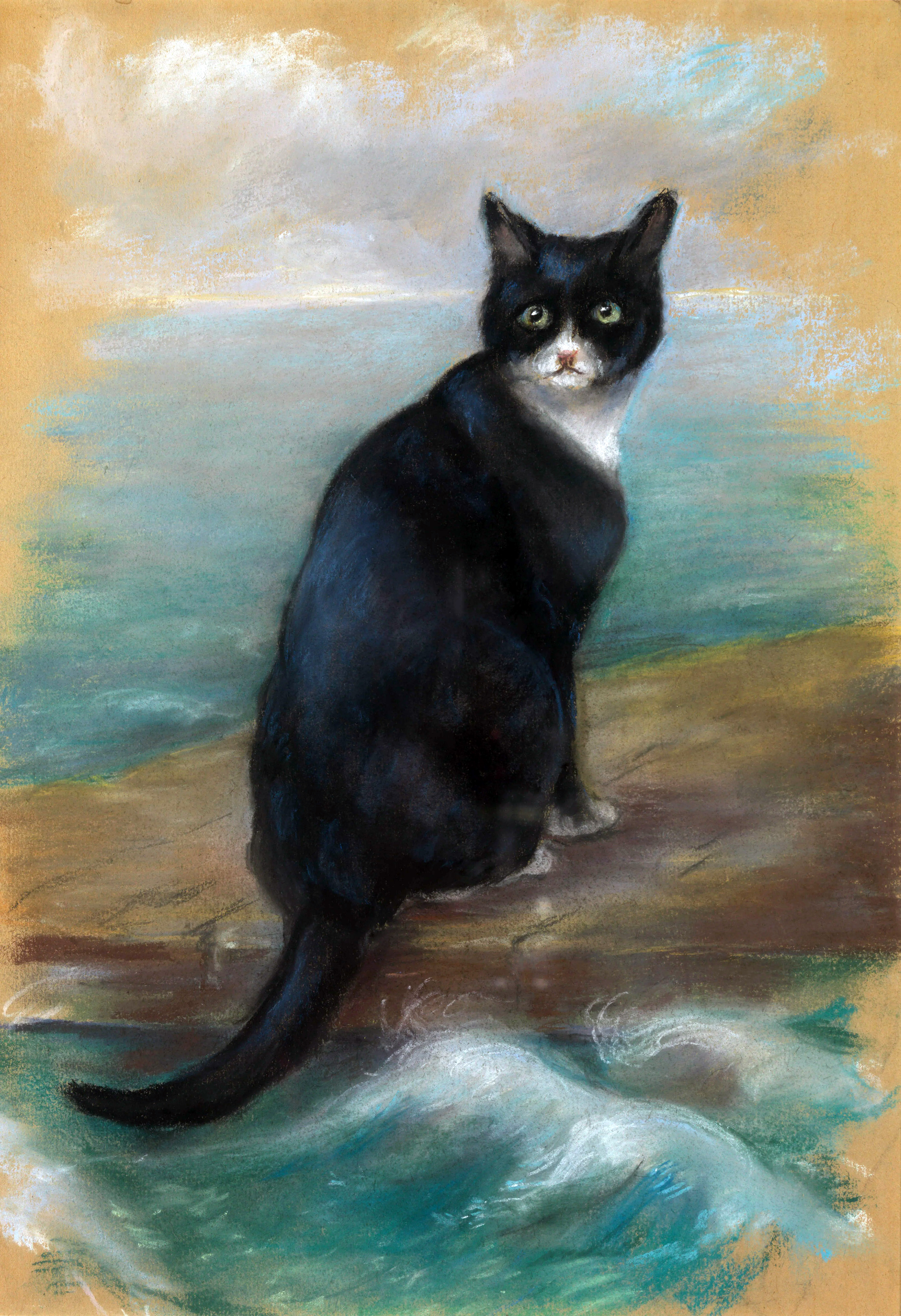
Portret niezatapialnego Oscara

Oscar (także: ang. Unsinkable Sam – Niezatapialny Sam; niem. Bordkatze der Bismarck – kot pokładowy Bismarcka) – kot, maskotka okrętowa trzech kolejnych jednostek: niemieckiego pancernika „Bismarck” oraz brytyjskiego niszczyciela „Cossack” i lotniskowca „Ark Royal”. Kot przeżył zatopienie wszystkich okrętów na których służył.

## Historia
Pierwotnie kot został zaokrętowany na niemiecki pancernik „Bismarck”, oficjalnie jako Bordkatze der Bismarck („kot pokładowy Bismarcka”). 27 maja 1941 roku kot wraz ze 115 członkami załogi przeżył zatopienie swojego okrętu. Tego też dnia podczas powrotu z akcji brytyjskiego niszczyciela HMS „Cossack”, jeden z jego marynarzy wśród szczątków okrętu dostrzegł pływającego na desce czarnego kota. Okręt został zatrzymany, pomimo zagrożenia stwarzanego przez U-Booty, kota wyłowiono i przyjęto jako maskotkę okrętową do Royal Navy pod imieniem Oscar.
HMS „Cossack” zatonął 26 października 1941 roku na Atlantyku po storpedowaniu przez U-563. Jeden z brytyjskich niszczycieli przetransportował rozbitków z tej jednostki wraz z kotem-maskotką do Gibraltaru. Tam kot przekazany został na lotniskowiec HMS „Ark Royal”. 14 listopada 1941 roku również i ten okręt został zatopiony, zaś Oscar ponownie się uratował. Odtąd jednak już nikt nie chciał przyjąć sławnego kota na pokład, uznając go za przynoszącego pecha. Ostatecznie Oscar został przygarnięty przez kapitanat portu w Gibraltarze. Ostatnia wzmianka o nim pochodzi z akt Royal Navy (1955 rok): Oscar, the Bismarck’s cat, finished his days at the Home for Sailors in Belfast (tłumaczenie z angielskiego: Oskar, kot z Bismarcka, dożył swoich dni w Domu Marynarza w Belfaście).

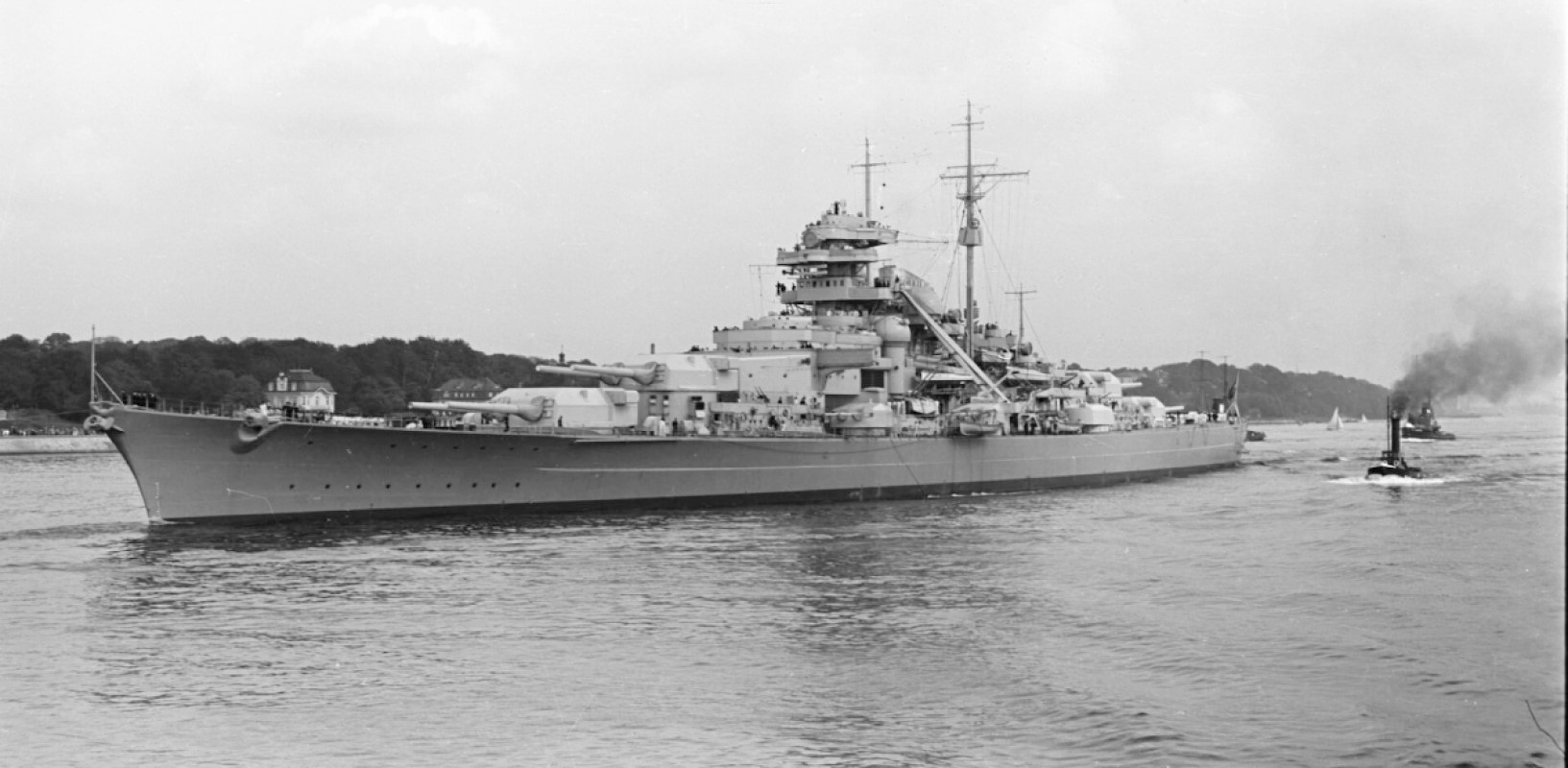
„Bismarck”
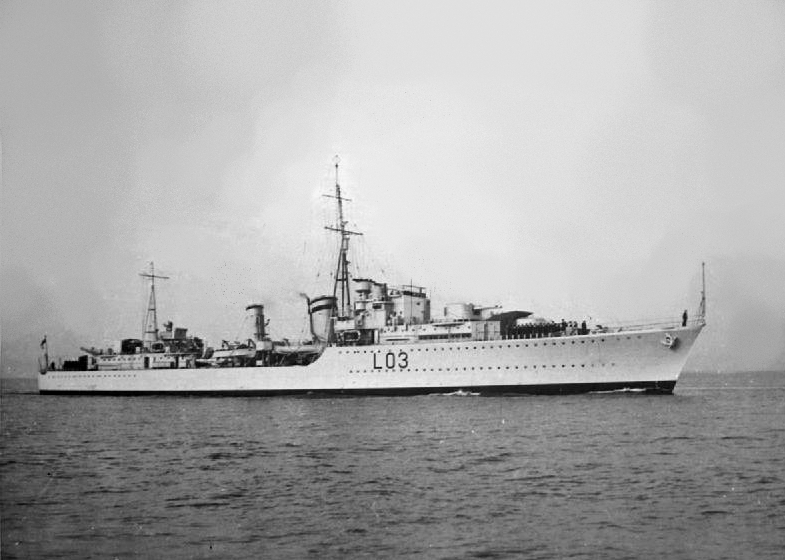
HMS „Cossack”
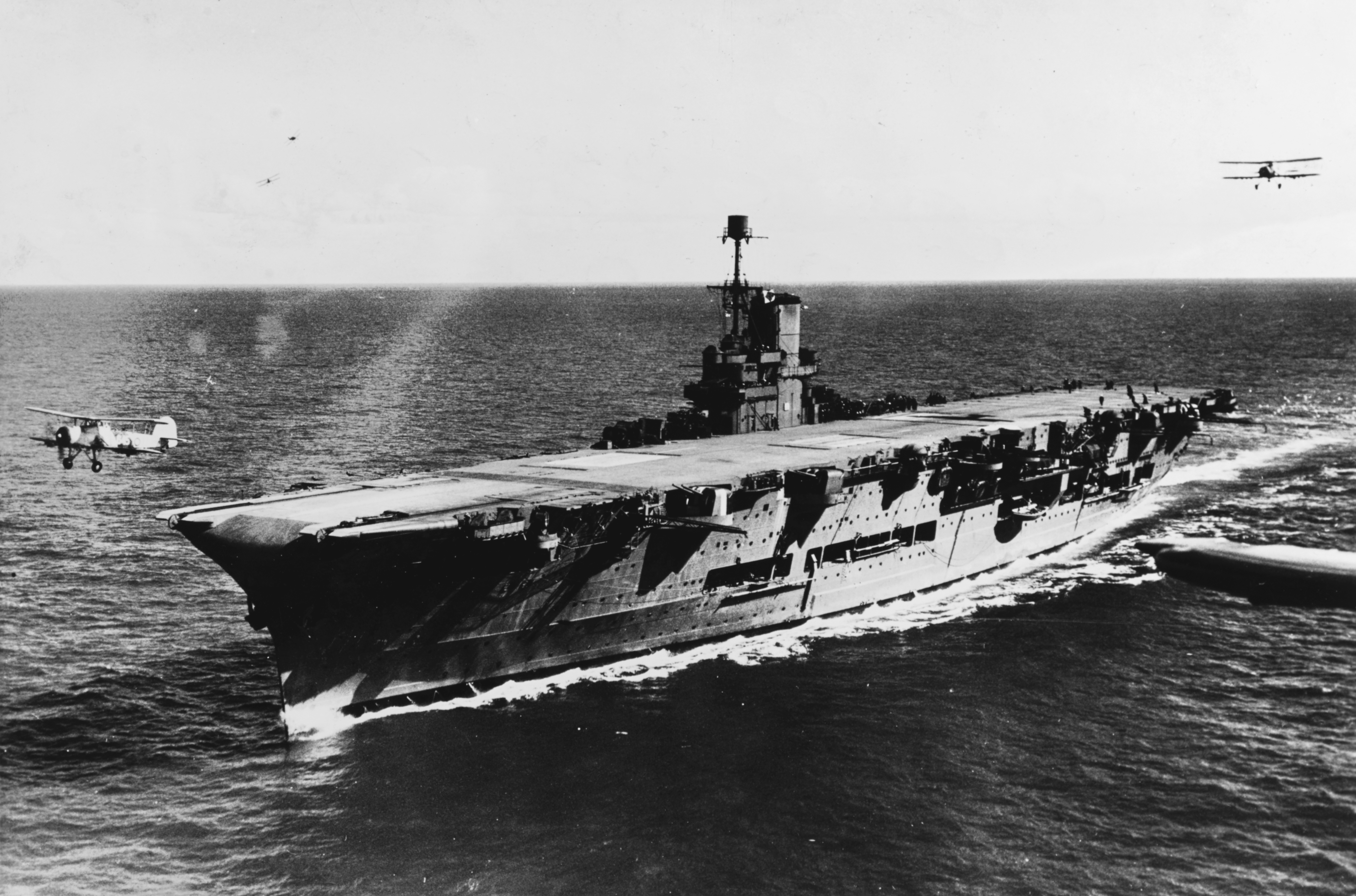
HMS „Ark Royal”

## Upamiętnienie
W National Maritime Museum w Greenwich znajduje się obraz namalowany pastelami przez Georgine Shaw-Baker pod tytułem „Oscar, the Bismarck’s Cat”.